# Diego Torres Ortiz
Diego Torres Ortiz (Aguascalientes, México, 27 de octubre de 1979) es un exfutbolista mexicano. Jugó de delantero. Actualmente sin equipo

## Trayectoria

### Clubes
| Club                        | País                | Año         | Partidos | Goles | Media |
| --------------------------- | ------------------- | ----------- | -------- | ----- | ----- |
| Tecos de la UAG             | México              | 1998 - 1999 | 2        | 0     | 0     |
| Cihuatlan AC                | México              | 2002        | 22       | 13    | 0.59  |
| Trotamundos de Tijuana      | México              | 2003        | 10       | 4     | 0.4   |
| Tiburones Rojos de Veracruz | México              | 2003        | 7        | 0     | 0     |
| Delfines de Coatzacoalcos   | México              | 2004        | 34       | 5     | 0.15  |
| Querétaro FC                | México              | 2005        | 26       | 1     | 0.04  |
| Guerreros de Tabasco        | México              | 2006        | 16       | 5     | 0.31  |
| Club Tijuana                | México              | 2006 - 2009 | 68       | 14    | 0.21  |
| Total en su carrera         | Total en su carrera | 1998 - 2010 | 211      | 42    | 0.2   |